# Leichtathletik-Länderkämpfe mit bundesdeutscher Beteiligung 1975
| Leichtathletik-Länderkämpfe mit bundesdeutscher Beteiligung 1975 | Leichtathletik-Länderkämpfe mit bundesdeutscher Beteiligung 1975 | Leichtathletik-Länderkämpfe mit bundesdeutscher Beteiligung 1975 | Leichtathletik-Länderkämpfe mit bundesdeutscher Beteiligung 1975 |
| ---------------------------------------------------------------- | ---------------------------------------------------------------- | ---------------------------------------------------------------- | ---------------------------------------------------------------- |
|                                                                  |                                                                  |                                                                  |                                                                  |
| 1. Länderkampf 1975, Zehnkampf (Männer): FRG – ROU               |                                                                  |                                                                  |                                                                  |
| Pliezhausen 24./25. Mai 1975                                     | Pliezhausen 24./25. Mai 1975                                     | 1. FRG 2. ROU                                                    | 30.433 P 28.678 P                                                |
| 2. Länderkampf 1975, Straßenlauf (Männer): FRG – NLD – SUI       |                                                                  |                                                                  |                                                                  |
| Berlin 24. Mai 1975                                              | Berlin 24. Mai 1975                                              | 1. SUI 2. FRG 3. NLD                                             | 8:01:49‚2 h 8:05:58‚2 h 8:16:10,2 h                              |
| 3. Länderkampf 1975, Geher (Männer): GBR – FRG – MEX             |                                                                  |                                                                  |                                                                  |
| London-Woodford 1. Juni 1975                                     | London-Woodford 1. Juni 1975                                     | 1. MEX 2. FRG 3. GBR                                             | 36 P 29 P 26 P                                                   |
| 4./5. Länderkampf 1975, Männer: FIN – FRG / FRG – POL            |                                                                  |                                                                  |                                                                  |
| Helsinki 6./7. Juni 1975                                         | Helsinki 6./7. Juni 1975                                         | 1. FRG 2. FIN                                                    | 124 P 99 P                                                       |
| Helsinki 6./7. Juni 1975                                         | Helsinki 6./7. Juni 1975                                         | 1. FRG 2. POL                                                    | 121 P 102 P                                                      |
| 6./7. Länderkampf 1975, Frauen: FIN – FRG / FRG – POL            |                                                                  |                                                                  |                                                                  |
| Helsinki 6./7. Juni 1975                                         | Helsinki 6./7. Juni 1975                                         | 1. FRG 2. FIN                                                    | 109 P 48 P                                                       |
| Helsinki 6./7. Juni 1975                                         | Helsinki 6./7. Juni 1975                                         | 1. FRG 2. POL                                                    | 86 P 71 P                                                        |
| 8. Länderkampf 1975, Geher (Männer): FRA – FRG – BEL – SUI       |                                                                  |                                                                  |                                                                  |
| Nancy 21./22. Juni 1975                                          | Nancy 21./22. Juni 1975                                          | 1. FRG 2. FRA 3. BEL 4. SUI                                      | 57 P 54 P 25 P 21 P                                              |
| 9. Länderkampf 1975, Marathon (Männer): FRG – FRA – ITA – CSK    |                                                                  |                                                                  |                                                                  |
| Fürth 5. Juli 1975                                               | Fürth 5. Juli 1975                                               | 1. CSK 2. FRG 3. ITA 4. FRA                                      | Pzf. 55 Pzf. 76 Pzf. 83 Pzf. 91                                  |
| 10. Länderkampf 1975, Männer: USA – FRG – Panafrika              |                                                                  |                                                                  |                                                                  |
| Durham 18./19. Juli 1975                                         | Durham 18./19. Juli 1975                                         | 1. USA 2. FRG 3. Panafrika                                       | 165 P 134 P 109 P                                                |
| 11. Länderkampf 1975, Frauen: USA – FRG – Panafrika              |                                                                  |                                                                  |                                                                  |
| Durham 18./19. Juli 1975                                         | Durham 18./19. Juli 1975                                         | 1. FRG 2. USA 3. Panafrika                                       | 131 P 99 P 40 P                                                  |
| 12. Länderkampf 1975, Zehnkampf (Männer): FRG – URS              |                                                                  |                                                                  |                                                                  |
| Bremen 16./17. August 1975                                       | Bremen 16./17. August 1975                                       | 1. URS 2. FRG                                                    | 45.240 P 44.883 P                                                |
| 13. Länderkampf 1975, Fünfkampf (Frauen): FRG – URS              |                                                                  |                                                                  |                                                                  |
| Bremen 16./17. August 1975                                       | Bremen 16./17. August 1975                                       | 1. FRG 2. URS                                                    | 13.398 P 13.223 P                                                |
| 14. Länderkampf 1975, Frauen: FRG – ROU                          |                                                                  |                                                                  |                                                                  |
| Heidenheim 30. August 1975                                       | Heidenheim 30. August 1975                                       | 1. FRG 2. ROU                                                    | 74 P 72 P                                                        |
| 15. Länderkampf 1975, Männer: FRG – BEL – NLD                    |                                                                  |                                                                  |                                                                  |
| Bernhausen 31. August 1975                                       | Bernhausen 31. August 1975                                       | 1. FRG 2. BEL 3. NLD                                             | 184,0 P 142,5 P 100,5 P                                          |
| Chronik                                                          |                                                                  |                                                                  |                                                                  |
| ← Länderkämpfe 1974                                              | ← Länderkämpfe 1974                                              | Länderkämpfe 1976 →                                              | Länderkämpfe 1976 →                                              |

Im Jahr 1975 wurden fünfzehn Leichtathletikländerkämpfe mit bundesdeutscher Beteiligung in dreizehn Veranstaltungen ausgetragen. Das waren deutlich weniger Ländervergleiche als in den letzten Jahren. Die größte Anzahl von 27 Begegnungen hatte es im Vorjahr gegeben. Weniger Länderkämpfe als 1975 hatten mit zehn Aufeinandertreffen zuletzt 1970 stattgefunden.
Nicht berücksichtigt sind der sogenannte „Lugano-Cup“, ein Weltcup der Geher unter dem Dach des Weltleichtathletikverbands (früher: IAAF), sowie der ab 1965 unter Regie des Europäischen Leichtathletikverbands durchgeführte Leichtathletik-Europacup. Hier handelt es sich um Veranstaltungen, die als eigene Wettbewerbe ähnlich wie auch der Leichtathletik-Continentalcup (ab 1977) und der Geher-Europacup (ab 1996) außerhalb der üblichen Länderkämpfe durchgeführt wurden.
Aufgeführt sind hier die Länderkämpfe bundesdeutscher Leichtathleten. Die Sportler der DDR führten nach der deutschen Teilung im Jahr 1949 eigene Veranstaltungen durch.
Acht der Vergleiche in dieser Saison bestanden aus dem allgemeinen leichtathletischen Programm. In den anderen sieben Begegnungen standen die Wettbewerbsbereiche Mehrkampf, Gehen, Straßenlauf und Marathonlauf auf dem Programm. Die Frauen bestritten fünf Vergleiche in vier Veranstaltungen, die Männer zehn Vergleiche in neun Veranstaltungen.
Von den Frauenbegegnungen fand eine im Fünfkampf statt, die anderen vier mit einer Mischung allgemeiner leichtathletischer Disziplinen.
Zwei der Männerbegegnungen wurden von den Gehern bestritten, ebenfalls zwei von den Zehnkämpfern sowie je einer von den Straßen- und Marathonläufern. Die restlichen vier Aufeinandertreffen der Männer fanden als Veranstaltungen allgemeiner leichtathletischer Disziplinen statt.

## Saisonhöhepunkt
Internationaler Höhepunkt für die europäische Leichtathletik war in dieser Saison der Europacup. Zum ersten Mal wurden die Frauen- und Männerwettbewerbe dieser Veranstaltung am selben Ort und an denselben beiden Tagen ausgetragen. Das Abschneiden der bundesdeutschen Leichtathleten war nicht so erfolgreich wie in den Jahren zuvor. Am 16./17. August in Nizza belegten die Frauen hinter der DDR und der Sowjetunion den dritten Platz, die Männer kamen hinter der Sowjetunion, DDR, Polen und Großbritannien auf Rang fünf. Die Punktabstände der bundesdeutschen Teams auf die führenden Nationen waren sowohl bei den Frauen als auch bei den Männern deutlich.

## Bilanz
In der Saison 1975 gab es für die bundesdeutschen Männer in ihren zehn Länderkämpfen fünf Niederlagen:
- Straßenlauf-Länderkampf gegen die Niederlande und die Schweiz am 24. Mai in Berlin (Platz zwei hinter der Schweiz)
- Geher-Länderkampf gegen Mexiko und Großbritannien am 1. Juni in London-Woodford (Platz zwei hinter Mexiko)
- Marathonlauf-Länderkampf gegen Frankreich, Italien und die Tschechoslowakei am 5. Juli in Fürth (Platz zwei hinter der Tschechoslowakei)
- Leichtathletik-Länderkampf gegen die USA und Panafrika am 18./19. Juli in Durham (Platz zwei hinter den USA)
- Zehnkampf-Länderkampf gegen die Sowjetunion am 16./17. August in Bremen

Die weiteren fünf Männerbegegnungen entschieden die bundesdeutschen Athleten für sich. Die Männer hatten damit am Ende der Saison in ihren seit dem ersten Länderkampf 1921 in insgesamt 318 Vergleichen 245 Siege und drei Unentschieden erzielt sowie siebzig Niederlagen erlitten. Nur gegen die USA hatte es nach wie vor keinen Erfolg gegeben.
Die Frauen bestritten alle ihre fünf Länderkämpfe siegreich. Damit hatten sie seit dem ersten Frauenländerkampf 1928 in 115 Aufeinandertreffen jetzt insgesamt 86 Siege errungen, ein Unentschieden erzielt und 28 Niederlagen hinnehmen müssen. Außer dem Britischen Empire gab es keinen Gegner, gegen den die deutschen Leichtathletinnen noch ohne Sieg geblieben waren.
In der Gesamtsumme aller ihrer Länderkämpfe hatten die deutschen Leichtathleten von 433 Vergleichen 331 gewonnen, 98 verloren und vier Unentschieden erzielt. Fünfzehn der Niederlagen stammten dabei aus zweiten Plätzen in Begegnungen mit mehr als zwei Nationen.

## Verschiedene Formen von Länderkämpfen
Es gab weiterhin sechs verschiedene Arten von Länderkämpfen:
1. Vergleiche mit einer Mischung von Disziplinen aus dem allgemeinen leichtathletischen Programm
Jede Nation war in der Regel mit zwei Athleten je Disziplin vertreten. Bei den Männern waren hier zwanzig Wettbewerbe zum Standard geworden. Aus dem olympischen Wettbewerbskatalog fehlten dabei in der Regel nur der Marathonlauf, die beiden Gehwettbewerbe und der Zehnkampf. Der Länderkampfdisziplinkatalog bei den Frauen hatte bis 1968 standardmäßig aus elf Disziplinen bestanden und war mit den damals bei Olympischen Spielen angebotenen Frauenwettbewerben identisch. Von 1969 an gab es hier Veränderungen: (1) Mit dem 1500-Meter-Lauf sowie der 4-mal-400-Meter-Staffel wurden zwei neue Wettbewerbe, die bei den Europameisterschaften 1969 in das Programm aufgenommen worden waren, mit in den Katalog der Frauenländerkämpfe integriert. Damit erhöhte sich die Zahl der Disziplinen auf dreizehn. (2) Der 80-Meter-Hürdenlauf war ab 1969 überall durch den 100-Meter-Hürdenlauf ersetzt worden. Das war auch bei den Länderkämpfen der Fall. Neu hinzu kam nun manchmal auch ein Rennen über 3000 Meter, eine Strecke, die erst 1984 olympisch wurde und dann in Angleichung an das Männerprogramm 1996 durch den 5000-Meter-Lauf abgelöst wurde. In seltenen Fällen gab es sowohl bei den Frauen als auch bei den Männern Abweichungen vom Standard in Form von Hinzunahme oder Weglassen einzelner Disziplinen.
2. Vergleiche im Mehrkampf – bei den Frauen im Fünfkampf, bei den Männern im Zehnkampf
Die Zahl der Vertreter je Land war dabei nicht standardisiert. In der Regel wurden von den gestarteten Teilnehmern nicht alle gewertet. Bei vier Vertretern je Disziplin beispielsweise wurden meist die drei Besten gewertet.
3. Vergleiche der Geher
Diese Begegnungen wurden in Form von Straßengehen ausgetragen. Es kamen zwei Disziplinen zur Austragung, ein Wettkampf über 20 Kilometer und ein Wettkampf über eine längere Distanz, die manchmal über 35 und manchmal über 50 Kilometer führte. Bezüglich der Teilnehmerzahl je Land und Wettbewerb wurde verfahren wie in den Mehrkämpfen.
4. Vergleiche im Straßenlauf
Ausgetragen wurde ein Rennen über dreißig Kilometer. Auch hier wurde bezüglich der Teilnehmerzahl je Land verfahren wie in den Mehrkämpfen.
5. Vergleiche im Marathonlauf.
Bezüglich der Teilnehmerzahl je Land wurde hier ebenfalls verfahren wie in den Mehrkämpfen.
6. Vergleiche mit den alleinigen Disziplinen SprungWurf/Stoß.
In diesem Jahr wurde diese Form von Länderkampf nicht ausgetragen.

## Austragungsform und Wertungsmodus
In der Vergangenheit wurden Länderkämpfe mit dem allgemeinen leichtathletischen Programm in der Regel mit zwei Vertretern pro Land und Disziplin durchgeführt. In einigen Vergleichen wurden wie schon in den Jahren zuvor drei Teilnehmer je Land und Wettbewerb eingesetzt. Die Regeln zur Punktevergabe wurden dabei durchgängig so angewendet, dass der Letztplatzierte einen Punkt erhielt, die weiteren Athleten in den Platzierungen jeweils aufwärts bis hin zu Rang zwei einen Punkt mehr. Der Erstplatzierte bekam zwei Punkte mehr gutgeschrieben als der Athlet auf Platz zwei. Für Länderkämpfe mit zwei Vertretern je Land und Disziplin bedeutete das: Platz 1: 5 P, Pl. 2: 3 P, Pl. 3: 2 P, Pl. 4: 1 P. Bei drei Vertretern je Land und Disziplin ergab sich folgende Punktevergabe: Platz 1: 7 P, Pl. 2: 5 P, Pl. 3: 4 P, Pl. 4: 3 P, Pl. 5: 2 P, Pl. 6: 1 P. Für die Staffeln gab es durchgängig fünf zu zwei Punkte.
Die Regeln zur Punktevergabe wurden ohne Ausnahme nach diesem standardisierten Wertungssystem angewendet. In weiteren Begegnungen mussten aufgrund anderer Rahmenbedingungen – mehr als zwei Teilnehmer je Nation in der Wertung oder mehr als ein Gegnerland – andere Regeln zur Punktevergabe zur Anwendung kommen. In den Mehrkämpfen wurden die Begegnungen entweder wie in anderen Begegnungen über die Platzierungen oder die Addition der im Wettkampf erzielten Punkte gewertet. Ähnlich wurde in den Straßenlauf-Länderkämpfen verfahren. Dort wurde entweder über die Platzierungen oder über die Addition der erzielten Zeiten gewertet.

## Zahl der Länderkämpfe
In diesem Jahr gab es mit insgesamt zwei Ansetzungen wieder deutlich weniger Veranstaltungen, in denen drei Nationen antraten, die jedoch nicht gemeinsam wie in einem Dreiländerkampf, sondern getrennt in Länderkämpfen mit je zwei Nationen gewertet wurden. So kommen in der Zählung in diesem Jahr insgesamt fünfzehn Länderkämpfe bei dreizehn Veranstaltungen zustande.

## Zehnkampf-Länderkampf der Männer gegen Rumänien
Den ersten Länderkampf dieser Saison bestritten die Zehnkämpfer, die zum vierten Mal in einem Zwei-Nationen-Vergleich auf Rumänien trafen. Die Begegnungen zuvor hatte die Bundesrepublik gewonnen. Außerdem hatte es zwei Vergleiche zwischen den beiden Ländern gegeben, in denen Polen als dritter Teilnehmer dazugekommen war. In diesen beiden Wettkämpfen hatte das bundesdeutsche einmal gesiegt und 1972 mit einer B-Mannschaft den dritten Platz belegt. Die diesjährige Begegnung fand am 24./25. Mai in der Pliezhausen statt. Mit 30.433 zu 28.678 Punkten setzten sich die bundesdeutschen Athleten mit deutlichem Vorsprung durch.

## Straßenlauf-Länderkampf der Männer gegen die Niederlande und die Schweiz
Der zweite Saisonvergleich wurde zwischen den Straßenläufern aus der Schweiz, der Bundesrepublik Deutschland und den Niederlanden ausgetragen. Die Begegnung fand am 24. Mai in Berlin statt und war der einzige Länderkampf im Straßenlauf in diesem Jahr. Dieses Aufeinandertreffen dreier Länder gab es nun schon zum dreizehnten Mal. In den ersten elf vorangegangenen Begegnungen hatten immer die bundesdeutschen Läufer vorne gelegen, doch im Vorjahr hatte sich zum ersten Mal das Team aus der Schweiz vor der bundesdeutschen Mannschaft durchgesetzt. Auch in Berlin waren die Schweizer Vertreter wieder am schnellsten. In 8:01:49‚2 Stunden lag die Schweiz etwas mehr als vier Minuten vor den bundesdeutschen Teilnehmern, die ihrerseits gut zehn Minuten Vorsprung vor den drittplatzierten Niederländern hatten.

## Geher-Länderkampf der Männer gegen Großbritannien und Mexiko
Im dritten Länderkampf des Jahres reisten die bundesdeutschen Geher nach London, wo sie im Stadtteil Woodford am 1. Juni auf Großbritannien und Mexiko trafen. Die mexikanischen Sportler waren als Geher der Weltklasse ein sehr starker Gegner. Mit den Briten hatte es zuvor fünf Zweiländervergleiche gegeben, von denen die Bundesrepublik vier gewonnen hatte und Großbritannien einen. Darüber hinaus hatte 1968 ein Dreiländerkampf der Geher mit britischer und bundesdeutscher Beteiligung stattgefunden, den Großbritannien für sich entschieden hatte. Hier in Woodford erwiesen sich die Mexikaner als zu stark für ihre Gegner. Mit 36 Punkten siegten sie vor der bundesdeutschen Mannschaft, die sieben Punkte dahinter mit drei Punkten Vorsprung die Briten auf Platz drei verweisen konnten.

## Leichtathletik-Länderkämpfe der Männer gegen Finnland und gegen Polen
Die vierte Veranstaltung mit Ländervergleichen der bundesdeutschen Leichtathleten war die erste und einzige der Männer, in der drei Gegner in jeweils getrennten Zweiländerkämpfen gewertet wurden. Die Gegner am 6./7. Juni waren in Helsinki Ausrichter Finnland und im zweiten gewerteten Vergleich Polen. Gleichzeitig wurde am selben Ort auch ein Länderkampf der Frauen gegen dieselben Kontrahenten ausgetragen.
Die letzten Aufeinandertreffen mit Finnland lagen schon ein paar Jahre zurück. Es hatte insgesamt neun Begegnungen zwischen den beiden Ländern gegeben, zuletzt 1969 und 1971. In der Bilanz führte die Bundesrepublik sieben zu drei, häufig war der Ausgang eng gewesen. Nach der knappen Niederlage 1969 gab es in Helsinki mit 124 zu 99 Punkten wieder einen bundesdeutschen Sieg.
Gegen das starke Team aus Polen hatten die bundesdeutschen Leichtathleten mit vier zu sieben bei einem Unentschieden eine negative Bilanz. Das letzte Aufeinandertreffen hatte die Bundesrepublik im Vorjahr allerdings für sich entschieden. Auch in Helsinki setzten sich die bundesdeutschen Sportler mit 121 zu 102 Punkten durch und verbesserten damit ihre Bilanz bei einem Remis auf fünf zu sieben.

## Leichtathletik-Länderkämpfe der Frauen gegen Finnland und gegen Polen
Im sechsten und siebten Jahresvergleich trafen die bundesdeutschen Frauen wie ihre männlichen Kollegen am 6./7. Juni in Helsinki auf Gastgeber Finnland und Polen. Es war auch für die Frauen die erste und einzige Veranstaltung dieser Saison, in der drei Länder zu Vergleichen mit zwei getrennten Wertungen zwischen je zwei Teams antraten.
Gegen Finnland war es der erste Zweiländervergleich der Frauen überhaupt. Aufeinandertreffen mit den finnischen Leichtathletinnen in Begegnungen mit mehr als zwei Ländern hatte es zwei Mal gegeben. 1968 war Finnland Teil eines skandinavischen Teams gewesen und im Vorjahr hatte Finnland eine nordeuropäische Mannschaft verstärkt. In beiden Fällen hatten die bundesdeutschen Leichtathletinnen gesiegt. Auch hier in Helsinki dominierte die Bundesrepublik Deutschland den Länderkampf mit einem Ergebnis von 109 zu 48 Punkten hoch überlegen.
Auf Polen waren die bundesdeutschen Frauen zuvor bereits elf Mal getroffen. In der Bilanz lagen sie mit sieben zu vier vorn, hatten allerdings im letzten Vergleich im Vorjahr eine Niederlage hinnehmen müssen. Doch in diesem Jahr gab es am Ende mit 86 zu 71 Punkten wieder einen bundesdeutschen Erfolg.

## Geher-Länderkampf der Männer gegen Frankreich, Belgien und die Schweiz
Im achten Saisonvergleich gab es wieder einen Länderkampf der bundesdeutschen Geher gegen Frankreich, die Schweiz und Belgien. Die Begegnung fand am 21./22. Juni in der französischen Stadt Nancy statt und war der zweite und letzte Vergleich der Geher in diesem Jahr. In den Jahren davor hatte es sechs Vergleiche mit den drei Teilnehmernationen BR Deutschland, Frankreich und der Schweiz und zwei mit dem zusätzlichen Teilnehmer Belgien gegeben. Alle vergangenen Aufeinandertreffen hatten die bundesdeutschen Vertreter für sich entschieden. Auch in Nancy siegte die Bundesrepublik Deutschland mit 57 Punkten. Frankreich belegte mit 54 Punkten den zweiten Platz vor Belgien (25 Punkte) und der Schweiz (21 Punkte).

## Marathonlauf-Länderkampf der Männer gegen Frankreich, Italien und die Tschechoslowakei
Im neunten Vergleich kam es zu einem Vierländerkampf im Marathonlauf der Männer in gemeinsamer Wertung. Am 5. Juli trafen sich in Fürth dazu die Läufer aus Frankreich, Italien und der Tschechoslowakei. Das Aufeinandertreffen fand zum zweiten Mal statt, die erste Begegnung hatte die Bundesrepublik für sich entschieden. Diesmal führte die Platzzifferwertung zu einem Sieg der tschechoslowakischen Vertreter mit Platzziffer 55 vor der Bundesrepublik Deutschland (Platzziffer 76) und Italien (Platzziffer 83). Frankreich landete wie im Vorjahr mit diesmal Platzziffer 91 auf Rang vier.

## Leichtathletik-Länderkampf der Männer gegen die USA und Panafrika
Der zehnte Saisonvergleich brachte den deutschen Leichtathleten ein Novum. Zum ersten Mal traten sie in den USA zu einem Länderkampf an. Die vorangegangenen acht Begegnungen mit der weltstärksten Leichtathletiknation, die für die Bundesrepublik alle mit Niederlagen geendet hatten, waren stets in der Bundesrepublik Deutschland ausgetragen worden. In der US-amerikanischen Stadt Durham kam am 18./19. Juli als dritter Teilnehmer eine Vertretung aus Panafrika hinzu. Das Aufeinandertreffen war ein Dreiländerkampf mit gemeinsamer Wertung und einem eindeutigen Endresultat. Die USA siegte mit 165 Punkten. Die bundesdeutschen Athleten belegten mit 134 Punkten den zweiten Platz vor Panafrika (109 Punkte). Die Frauen trugen am selben Ort parallel einen Länderkampf in dieser Dreierkonstellation aus.

## Leichtathletik-Länderkampf der Frauen gegen die USA und Panafrika
Im elften Saisonvergleich traten die bundesdeutschen Frauen wie ihre männlichen Kollegen am 18./19. Juli in Durham gegen die USA und eine Vertretung aus Panafrika an. Die Bilanz der sechs vorangegangenen Begegnungen gegen die USA lautete fünf zu eins für die Bundesrepublik. Mit 131 Punkten lagen die bundesdeutschen Leichtathletinnen diesmal besonders deutlich vorn. Die US-Amerikanerinnen erreichten auf ihrem zweiten Platz 99 Punkte. Mit vierzig Punkten belegten die panafrikanischen Vertreterinnen abgeschlagen Rang drei.

## Zehnkampf-Länderkampf der Männer gegen die Sowjetunion
Zu einem weiteren Zehnkampf mit dem starken Gegner Sowjetunion kam es im zwölften Saisonvergleich. Am 16./17. August trafen sich die beiden Mannschaften zu ihrer achten Begegnung in Bremen. Die Zwischenbilanz lautete fünf zu zwei für die UdSSR. Am Ende mussten sich die bundesdeutschen Athleten auch diesmal wieder geschlagen geben, die Sowjetunion siegte mit 45.240 zu 44.883 Punkten. Zur gleichen Zeit wurde das Europacupfinale in Nizza – ohne Mehrkampf – ausgetragen und auch die Mehrkämpferinnen der beiden Länder trafen sich am selben Termin in Bremen zu einem eigenen Vergleich.

## Fünfkampf-Länderkampf der Frauen gegen die Sowjetunion
Im dreizehnten Vergleich dieses Jahres traten die bundesdeutschen Fünfkämpferinnen wie ihre männlichen Mehrkampfkollegen am 16./17 August in Bremen gegen die Sowjetunion an. Sechs Begegnungen zwischen diesen Teams hatte es zuvor gegeben, vier hatte die Sowjetunion gewonnen, zwei die Bundesrepublik Deutschland. In Bremen konnten die bundesdeutschen Vertreterinnen durch einen Sieg mit 13.398 zu 13.223 Punkten auf drei zu vier verbessern.

## Leichtathletik-Länderkampf der Frauen gegen Rumänien
Im vierzehnten Länderkampf trafen die bundesdeutschen Frauen zum sechsten Mal auf Rumänien. Fünf Siege hatte es dabei für die Bundesrepublik gegeben, doch beim letzten Mal hatte Rumänien das Aufeinandertreffen im Jahr 1974 in einer Veranstaltung mit vier Ländern, die getrennt als drei Zweiervergleiche gewertet worden waren, für sich entschieden. Die diesjährige Begegnung wurde am 30. August in Heidenheim wieder als üblicher Zweiländerkampf ausgetragen, den die Bundesrepublik hauchdünn mit 74 zu 72 Punkten für sich entschied.

## Leichtathletik-Länderkampf der Männer gegen Belgien und die Niederlande
Der fünfzehnte und gleichzeitig letzte Saisonvergleich war ein Dreiländerkampf der Männer zwischen den Niederlanden, der Bundesrepublik Deutschland und Belgien mit gemeinsamer Wertung. Am 31. August trafen sich die drei Länder in Bernhausen zum vierten Mal in dieser Konstellation. Alle vorangegangenen Begegnungen hatte die Bundesrepublik vor Belgien und den Niederlanden gewonnen. Auch in Zweiervergleichen gegen diese Gegner hatte die Bundesrepublik immer die Oberhand behalten. In diesem Jahr gab es die identische Reihenfolge der vorangegangenen Aufeinandertreffen. Die Bundesrepublik Deutschland siegte mit 184,0 Punkten vor den 41,5 Punkte zurückliegenden Belgiern. Die Niederlande kam weitere 42 Punkte zurück auf den dritten Platz.